# Raně křesťanská architektura
Raně křesťanská architektura  zahrnuje křesťanské bohoslužebné stavby a chrámy z období od počátku křesťanství do 5. až 7. století. V počátcích byli křesťané většinou lidé z nízkých společenských vrstev, jako neuznaná menšina byli stále ohroženi a museli se často skrývat. Na samém začátku tu mohl hrát roli i starozákonní zákaz zobrazování lidí a zvířat. Proto se z 1. a 2. století žádné křesťanské stavby nezachovaly a ze 3. století jen podzemní katakomby s křesťanskou malovanou i plastickou výzdobou. Nejstarší zachovaná zřetelně křesťanská stavba pochází z poloviny 3. století a velký rozvoj křesťanské architektury začíná až s legalizací křesťanství císařem Konstantinem roku 313. Na Východě se stavby od 5. století obvykle označují jako byzantské, na Západě se počínaje 7.–8. stoletím hovoří o architektuře předrománské.

## Předkonstantinovské památky
Nejstarší zachované křesťanské umění jsou patrně nástěnné malby v římských katakombách, od počátku 3. století. Katakomby, podzemní chodby ve skále, sloužily jako pohřebiště i jako místo bohoslužebných shromáždění. Tématy maleb jsou jednak biblické výjevy ze Starého (Jákob, Noe, Jonáš aj.) i Nového zákona (Dobrý pastýř, Beránek, Maria s dítětem aj.), křesťanské symboly (kříž, ryba, kotva aj.) a konečně výjevy z křesťanského života (agapé).
Při vykopávkách na Blízkém Východě se nalezly zbytky drobných křesťanských staveb, někdy s nástěnnými malbami a mozaikami. V Dura Európos v Sýrii se našly zbytky baptisteria z doby kolem 240, které archeologové z Yaleovy univerzity rekonstruovali. Kamenná rotunda sv. Jiří v Thessalonice byla postavena roku 306, byla ovšem později různě upravována.

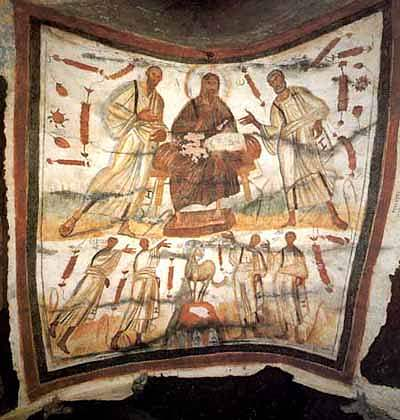
Kristus, sv. Petr a Pavel. Katakomby sv. Marcellina a Petra, Řím, 3. století
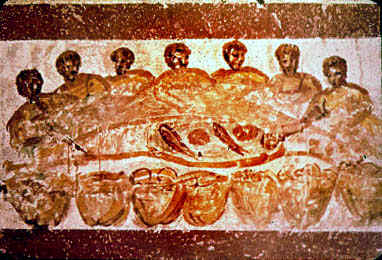
Agapé. Katakomby sv. Priscilly, Řím, 3. století
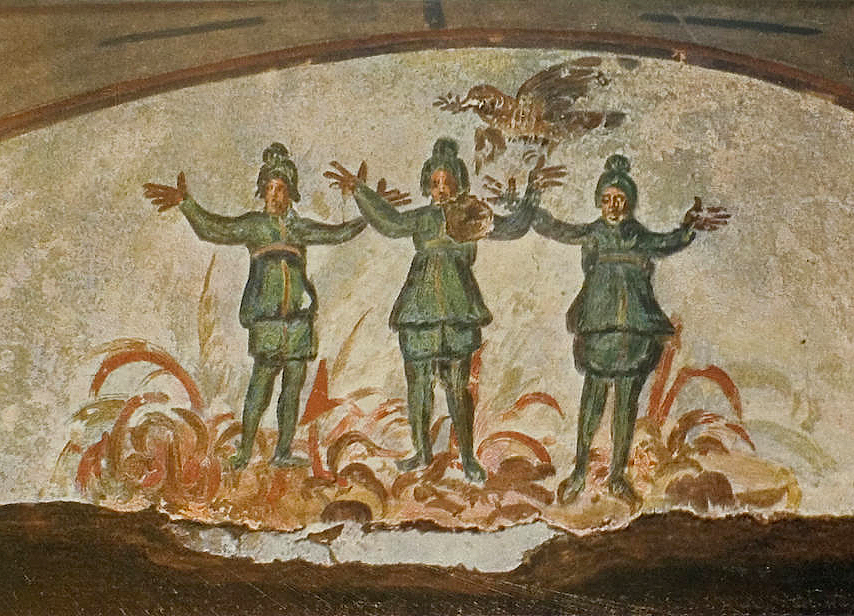
Tři mládenci v ohnivé peci (Dn 3,19-30). Katakomby Priscilly, Řím, kolem roku 300
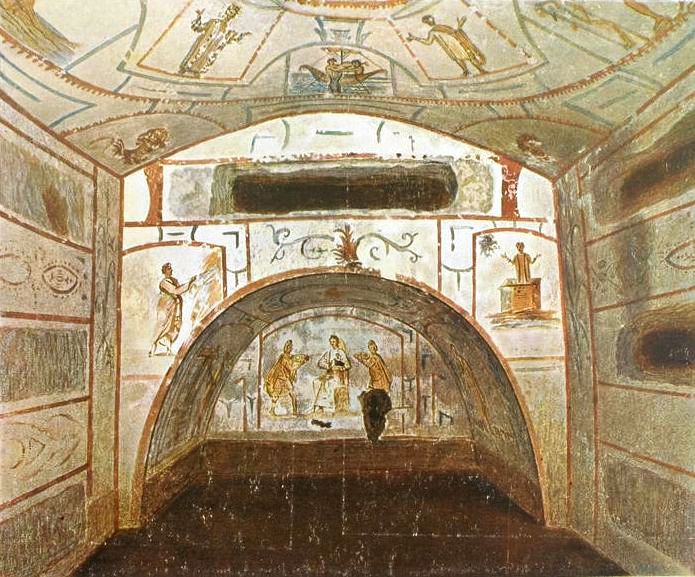
Katakomby sv. Marcellina a Petra, Řím, 4. století
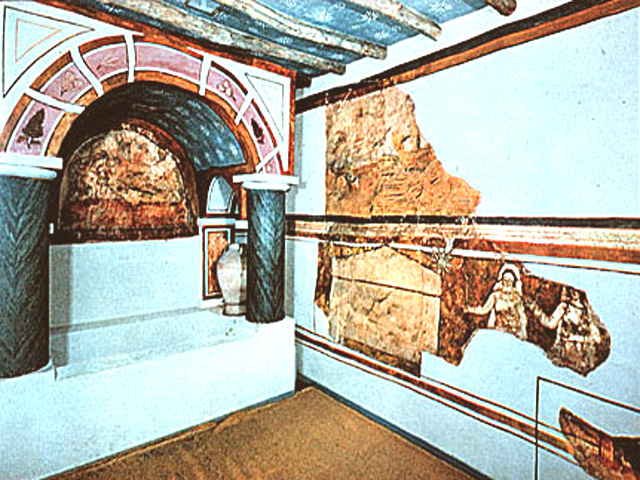
Rekonstrukce baptisteria v Dura Európos, Sýrie, kolem roku 240
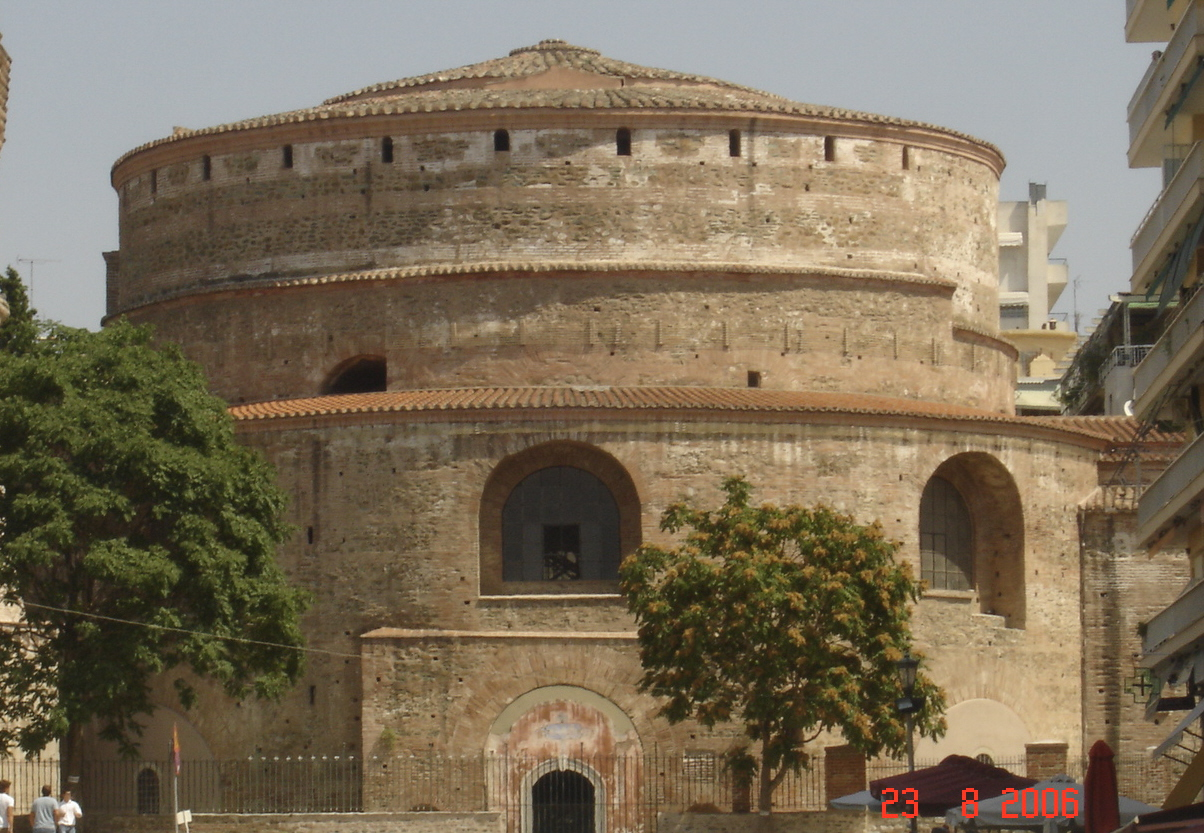
Rotunda sv. Jiří, Soluň, rok 306

## Konstantinovské stavby
Postavení křesťanství se za císařů Konstantina a Theodosia podstatně změnilo a sám Konstantin postavil v Římě několik basilik, určených už pro křesťanskou bohoslužbu. Byly to prostorné podlouhlé budovy, rozdělené sloupořadími na tři lodi. Prostřední byla vyšší a měla dřevěný strop, boční lodi byly klenuté, okna byla nad střechami postranních lodí. Před vchodem byl nízký portikus a na opačném konci byla hlavní loď uzavřena půlkruhovou apsidou. Většina Konstantinových bazilik však byla později výrazně přestavěna. Drobný centrální kostelík San Vittore v Miláně má uprostřed kupoli, zevnitř pozlacenou. Také rotunda sv. Jiří v Sofii pochází původně ze 4. století.

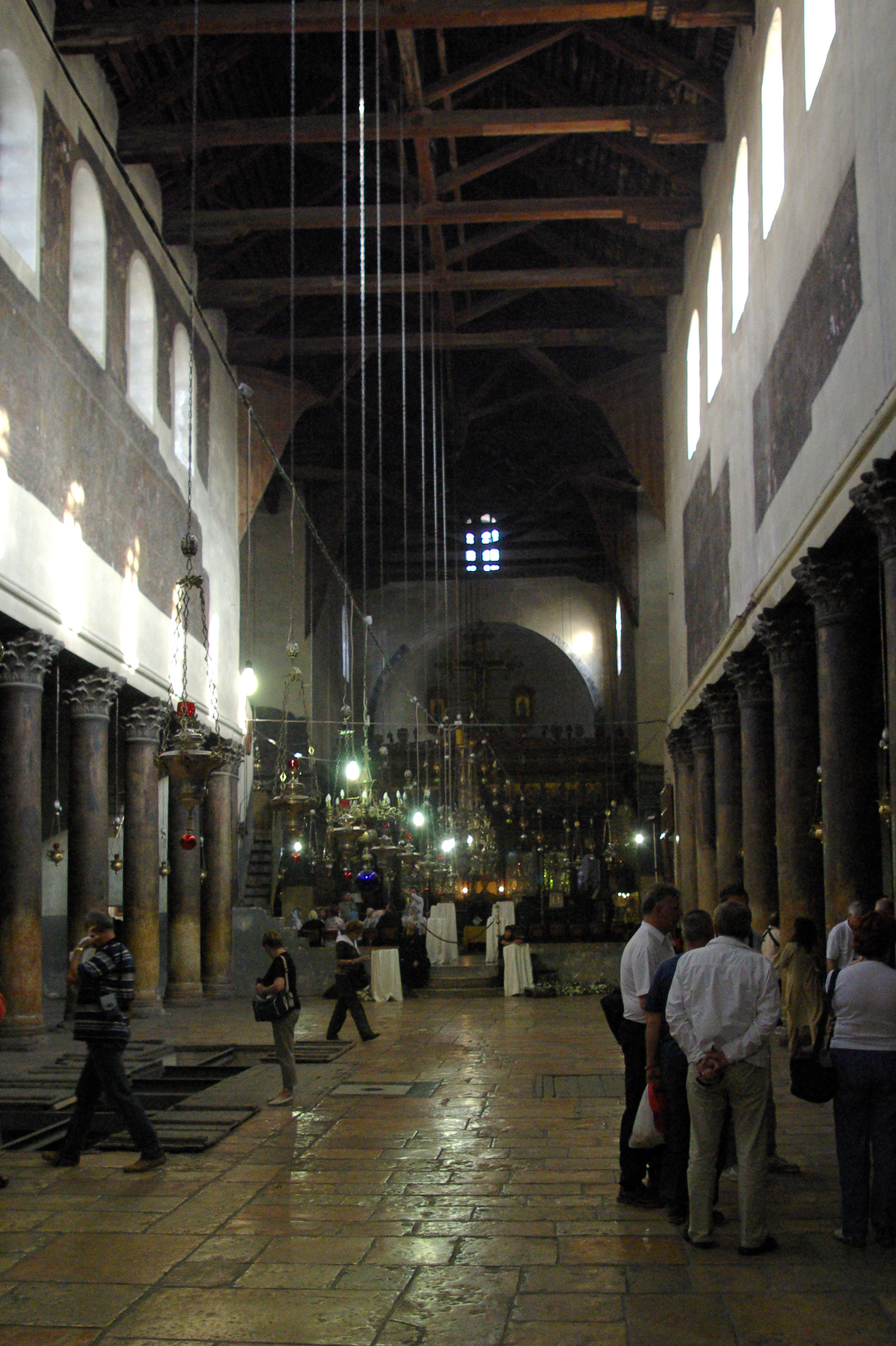
Chrám Narození Páně, Betlém, kolem roku 330
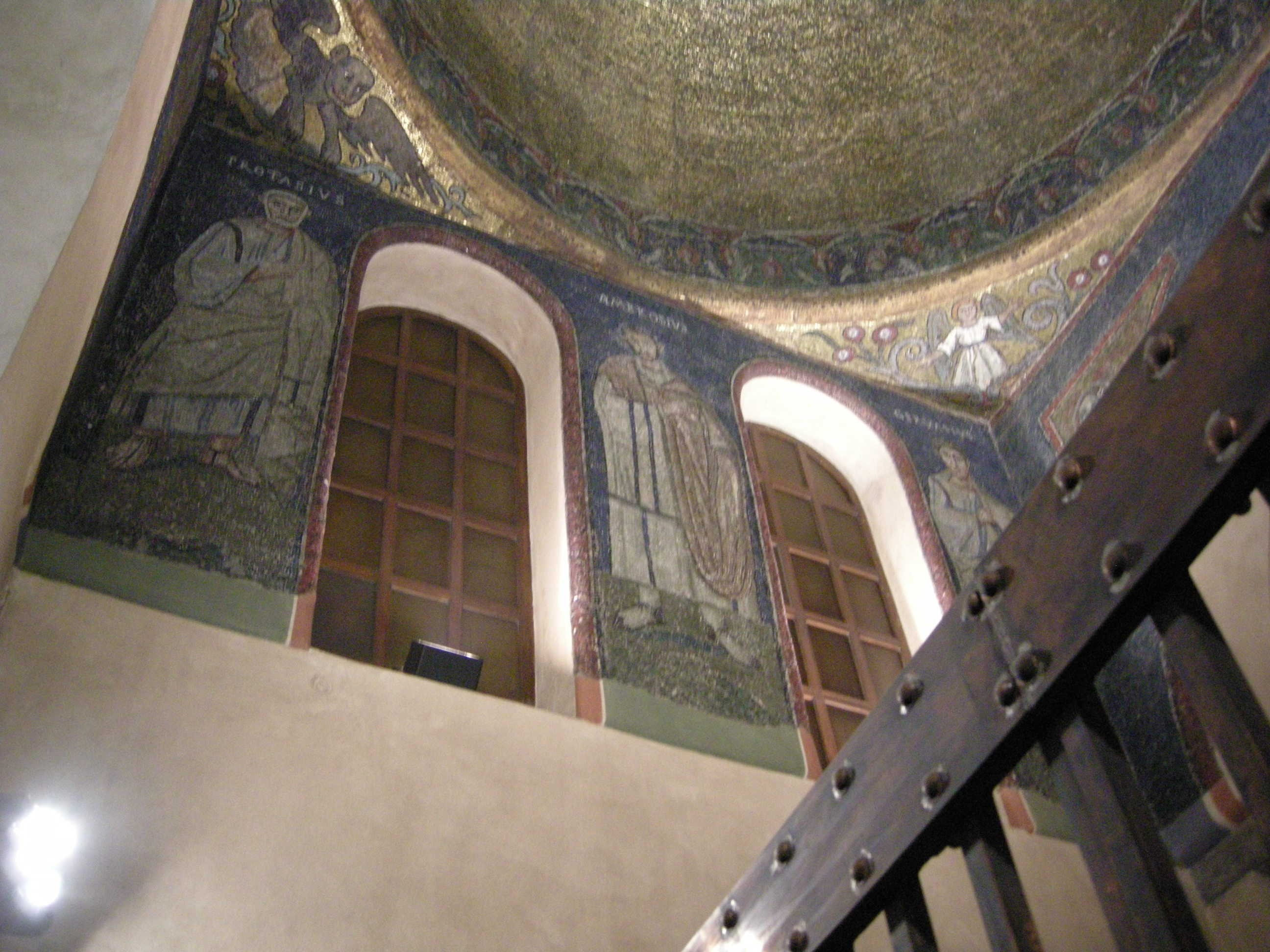
San Vittore, Milán, 4. století
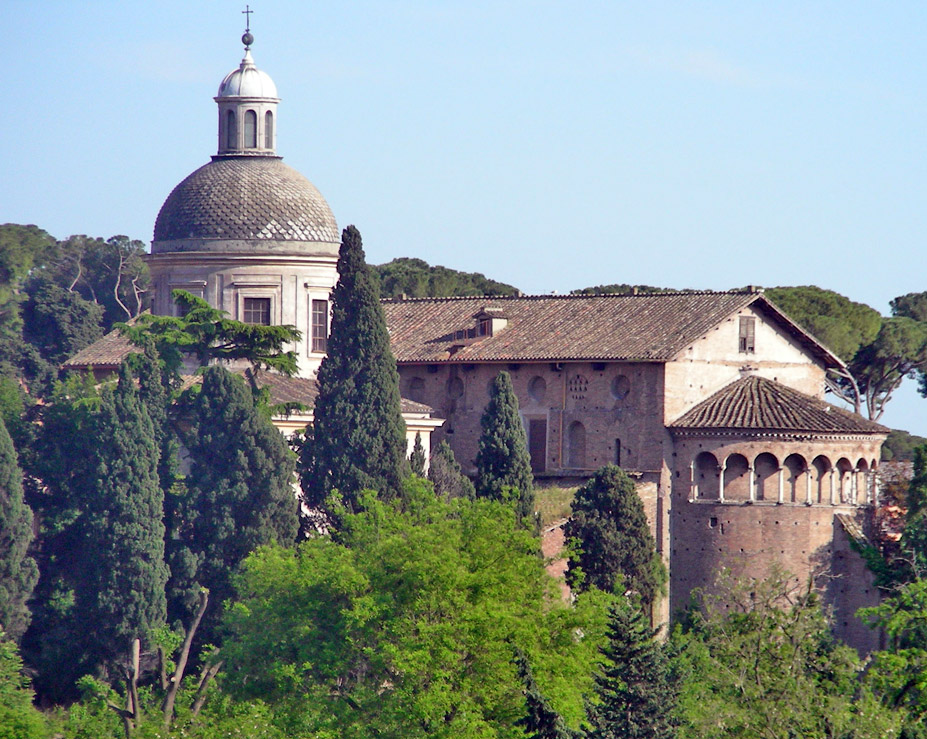
S. Giovanni e Paolo, Řím, kolem roku 400
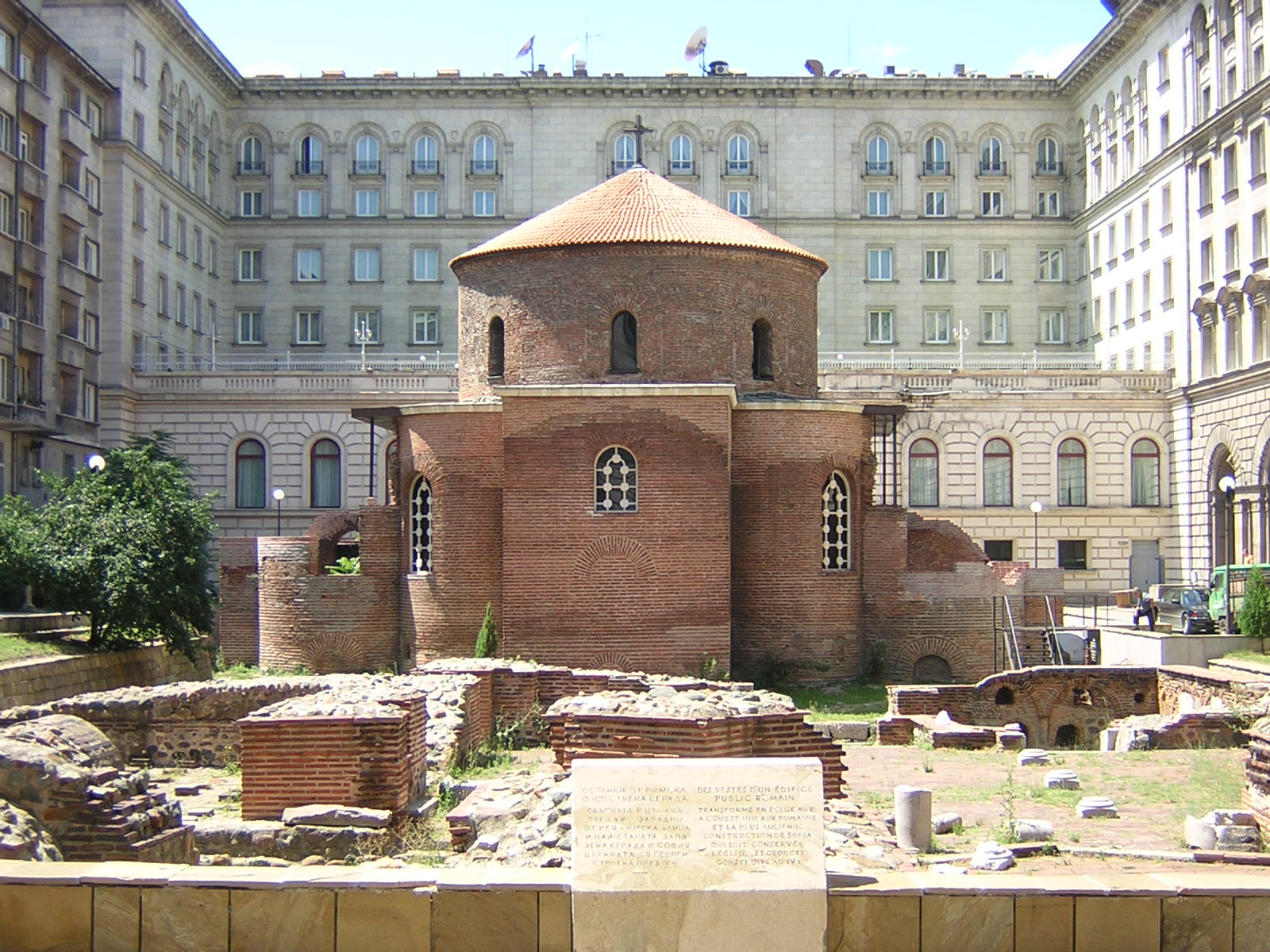
Rotunda sv. Jiří, Sofie, 4.–5. století

## 5. století
Teprve sto let po Konstantinově obratu, kdy se křesťanství stalo povoleným náboženstvím, dosáhly římské baziliky svého vrcholu. Největší z nich, Santa Maria Maggiore, 92 m dlouhá, byla sice různě rozšiřována a zdobena, zejména v barokní době, vnitřek – vyjma zdobený renesanční strop a mramorovou podlahu - si však zachoval starověkou podobu, včetně rozsáhlých mozaik s biblickými tématy.
Mauzoleum Gally Placidy v Ravenně patří spíše k byzantské architektuře, jeho mozaiky však měly i na západě trvalý vliv.

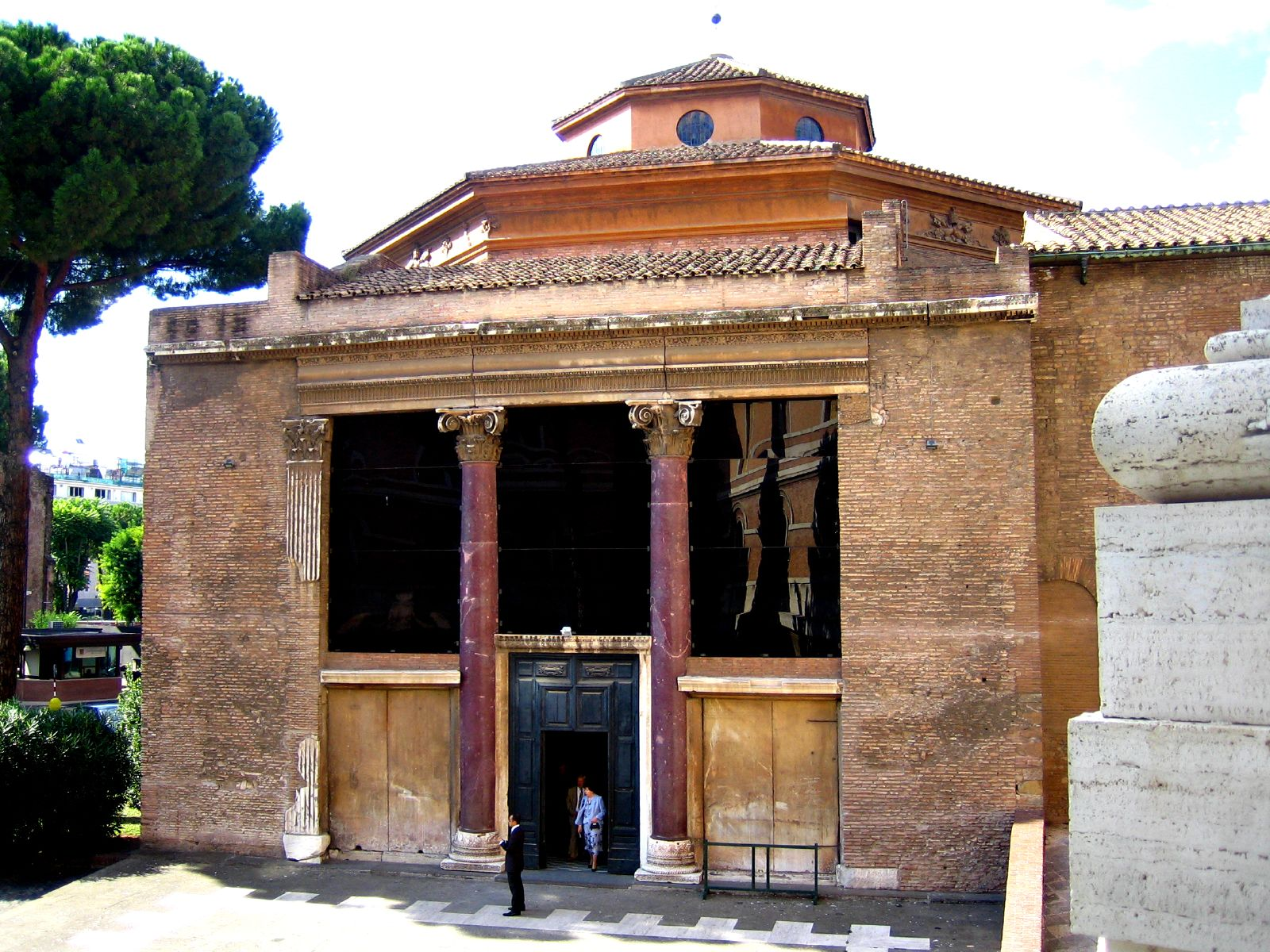
Baptisterium na Lateráně, Řím, rok 440
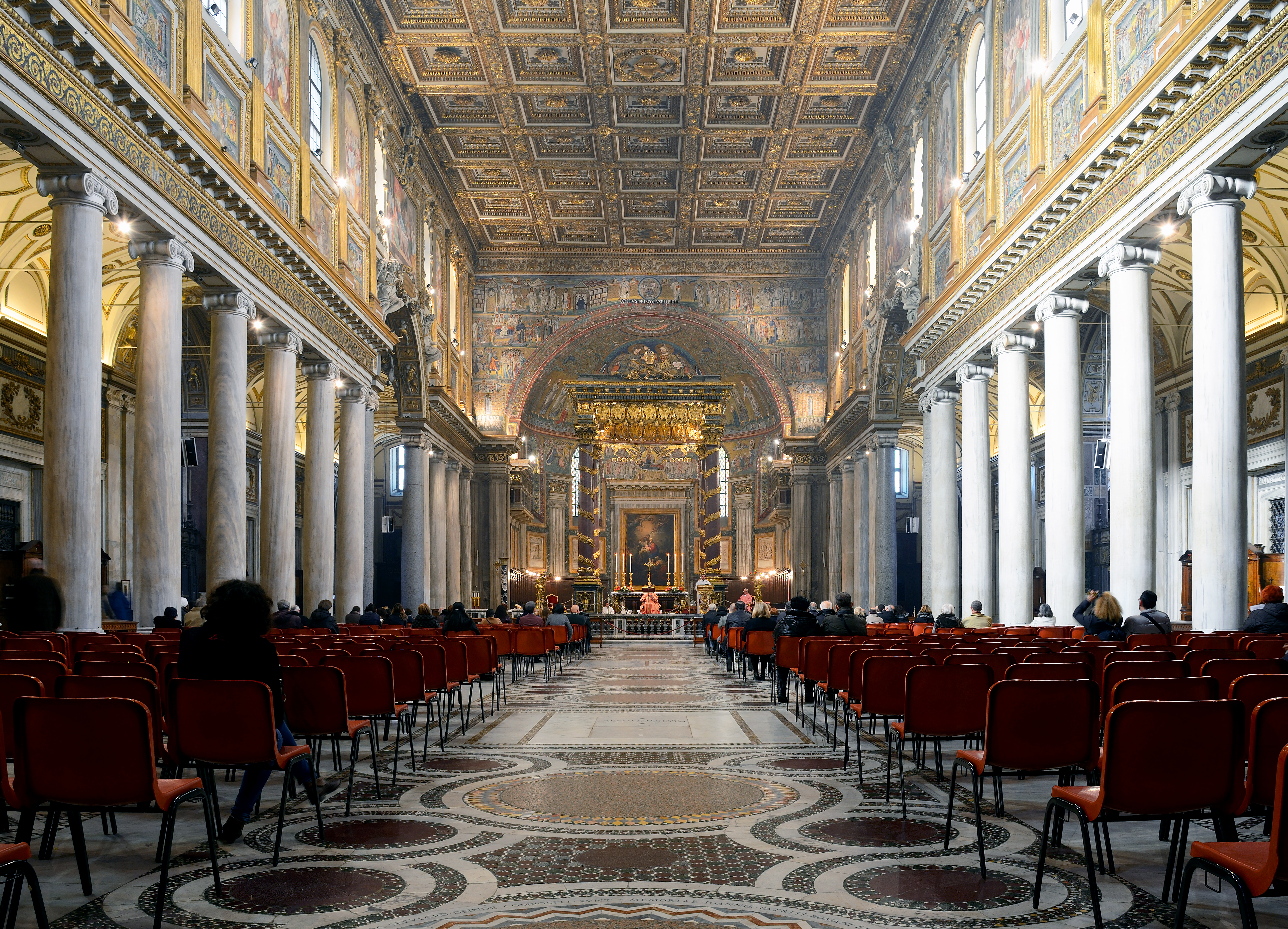
S. Maria Maggiore, Řím, kolem roku 440
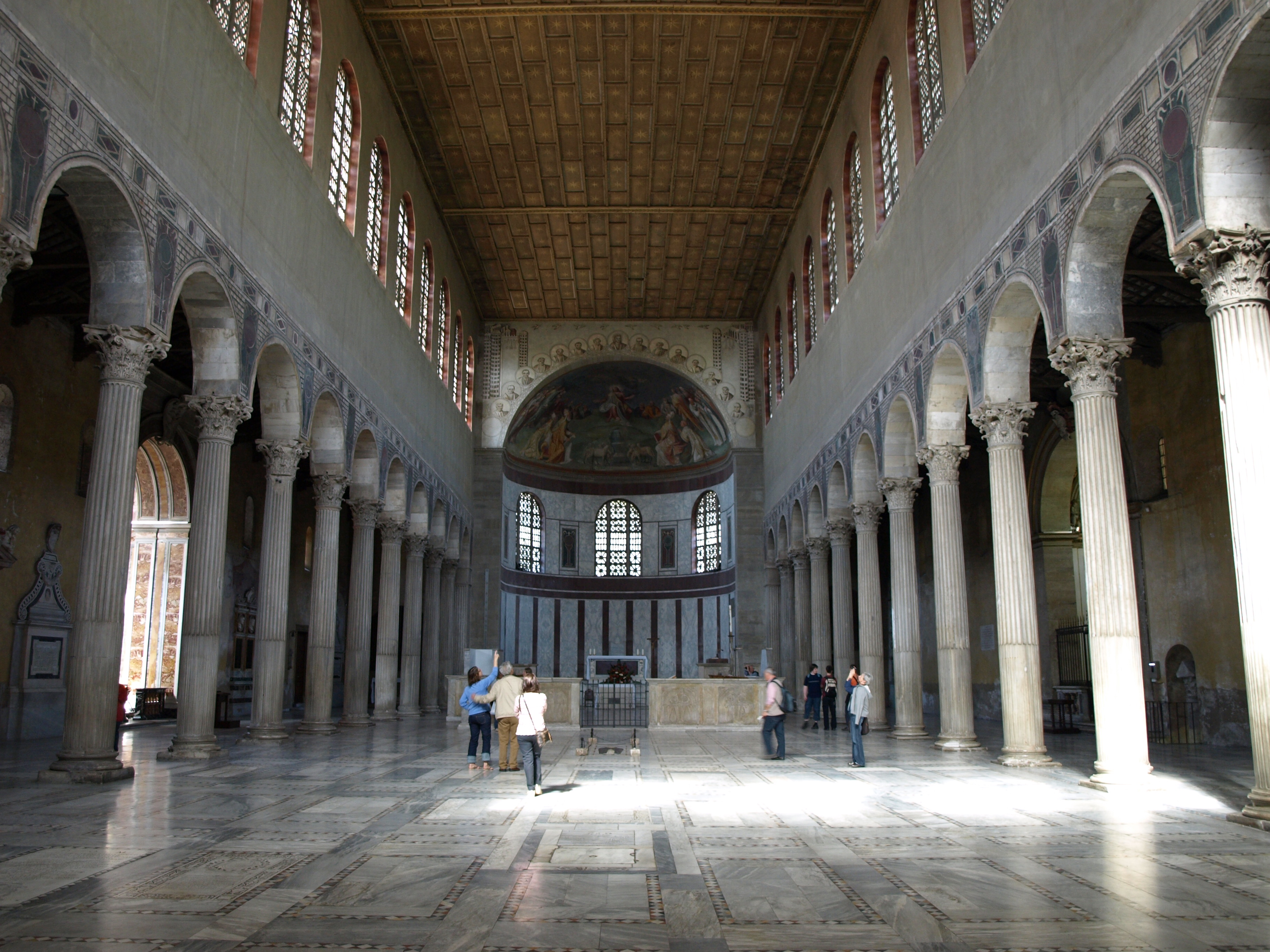
S. Sabina, Řím, kolem roku 430
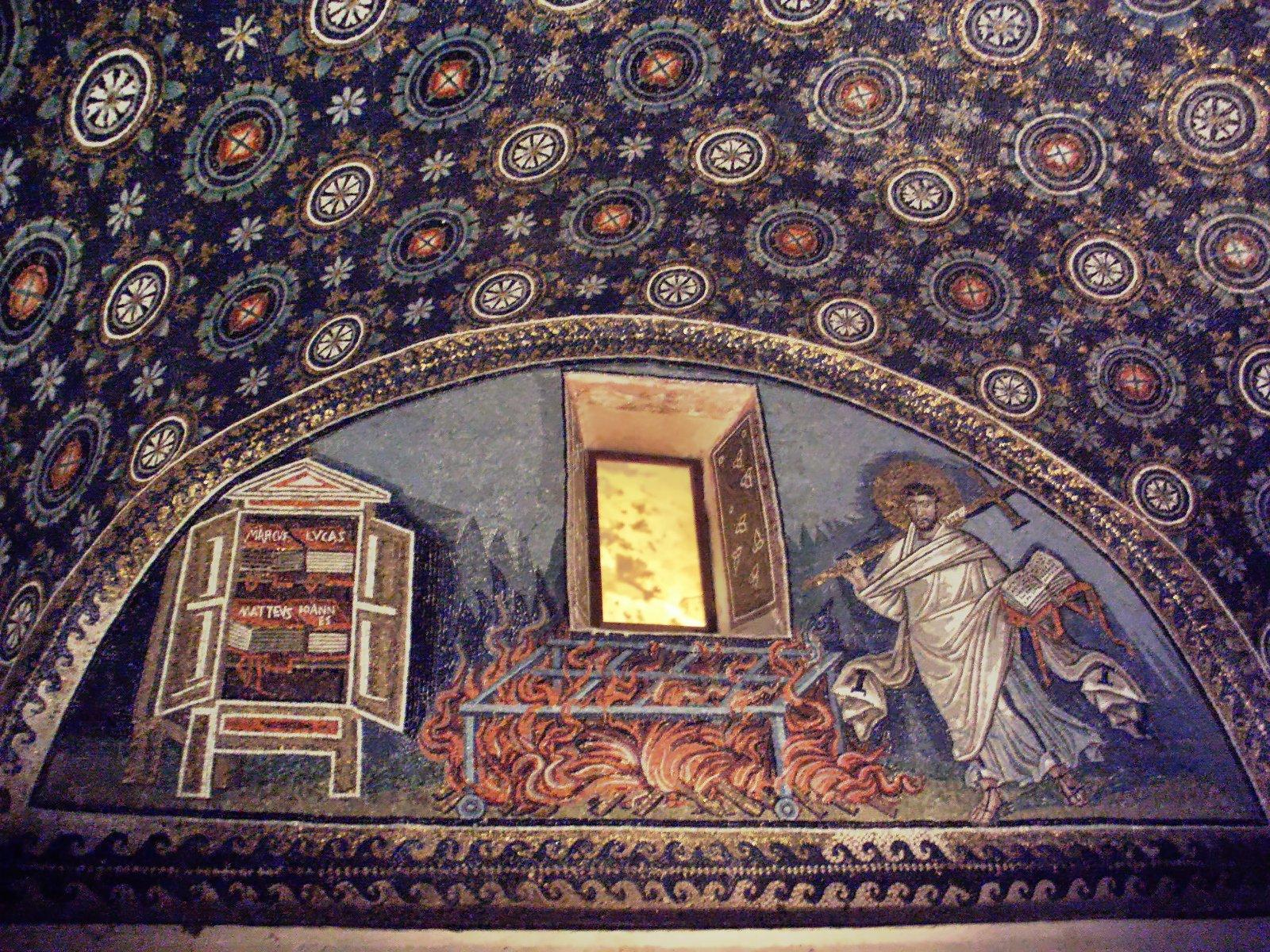
Mozaiky v mauzoleu Gally Placidy, Ravenna, 5. století

## 6. století
Rotunda v italské Noceře je příklad centrální stavby se dvěma kruhovými sloupořadími, sloupy pocházejí z pohanských staveb. Římský kostel San Lorenzo byl později prodloužen západním směrem, jeho presbytář je však antická basilika. Cihlový kostel Boží moudrosti (Hagia Sofia), který dal jméno městu Sofie, je ještě klasická římská basilika, kdežto kostel v Tessalonice svědčí o byzantském vlivu.

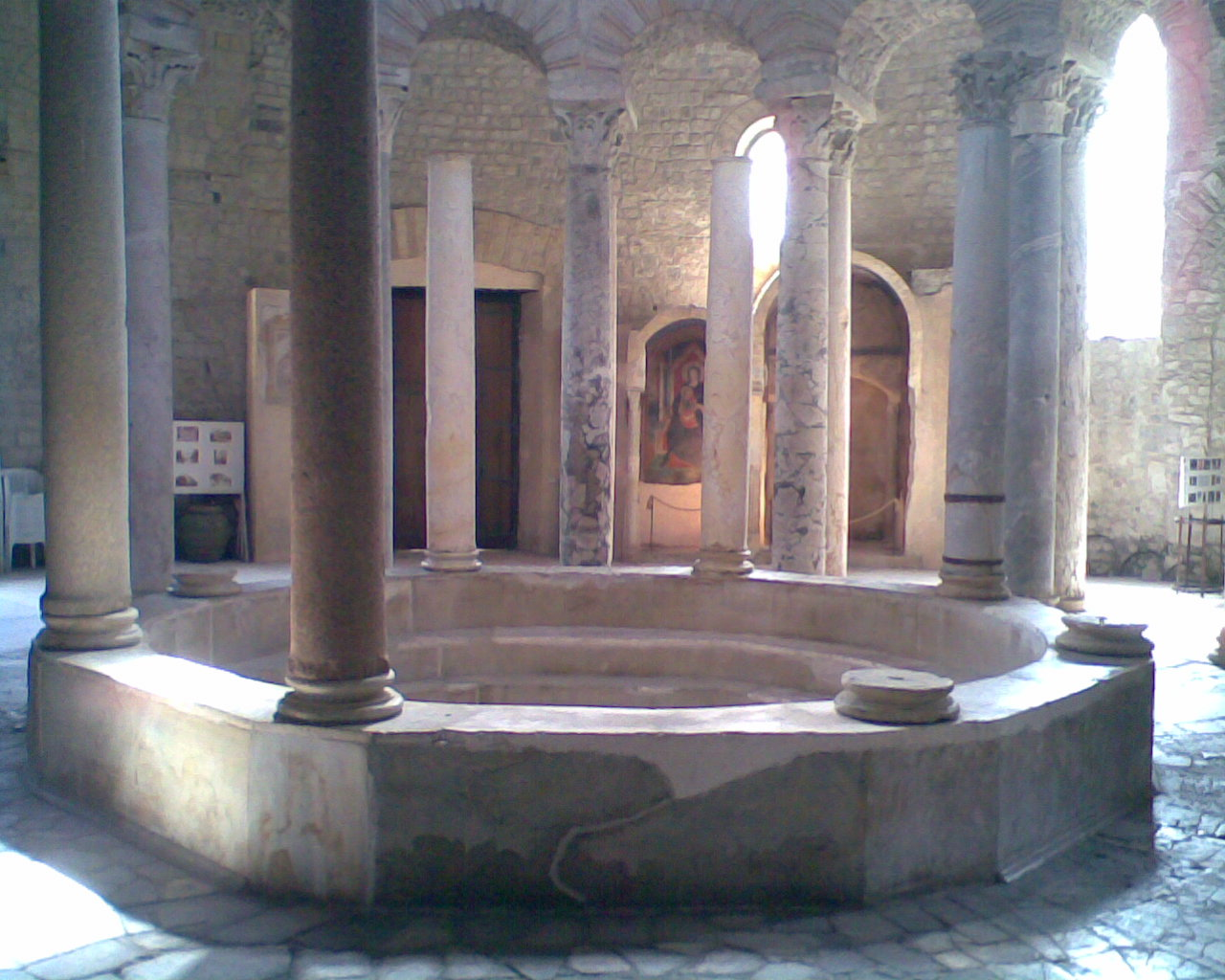
Rotunda v Nocera Superiore (Kampánie) s antickými sloupy, 6. století
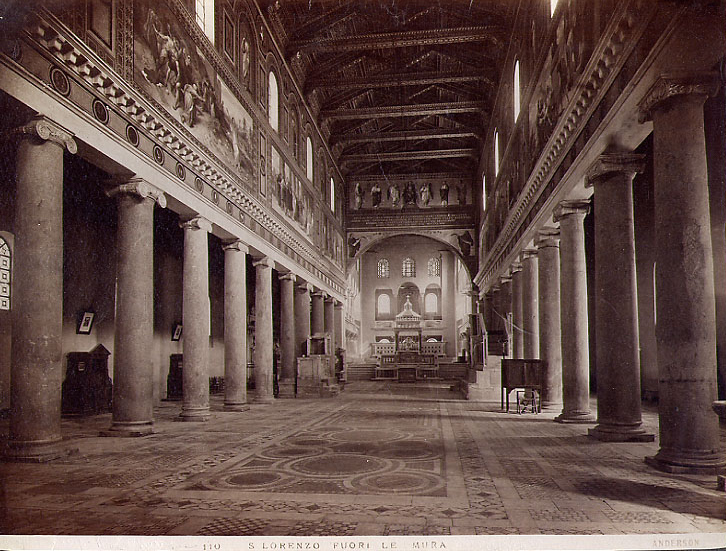
San Lorenzo, Řím, 6. století
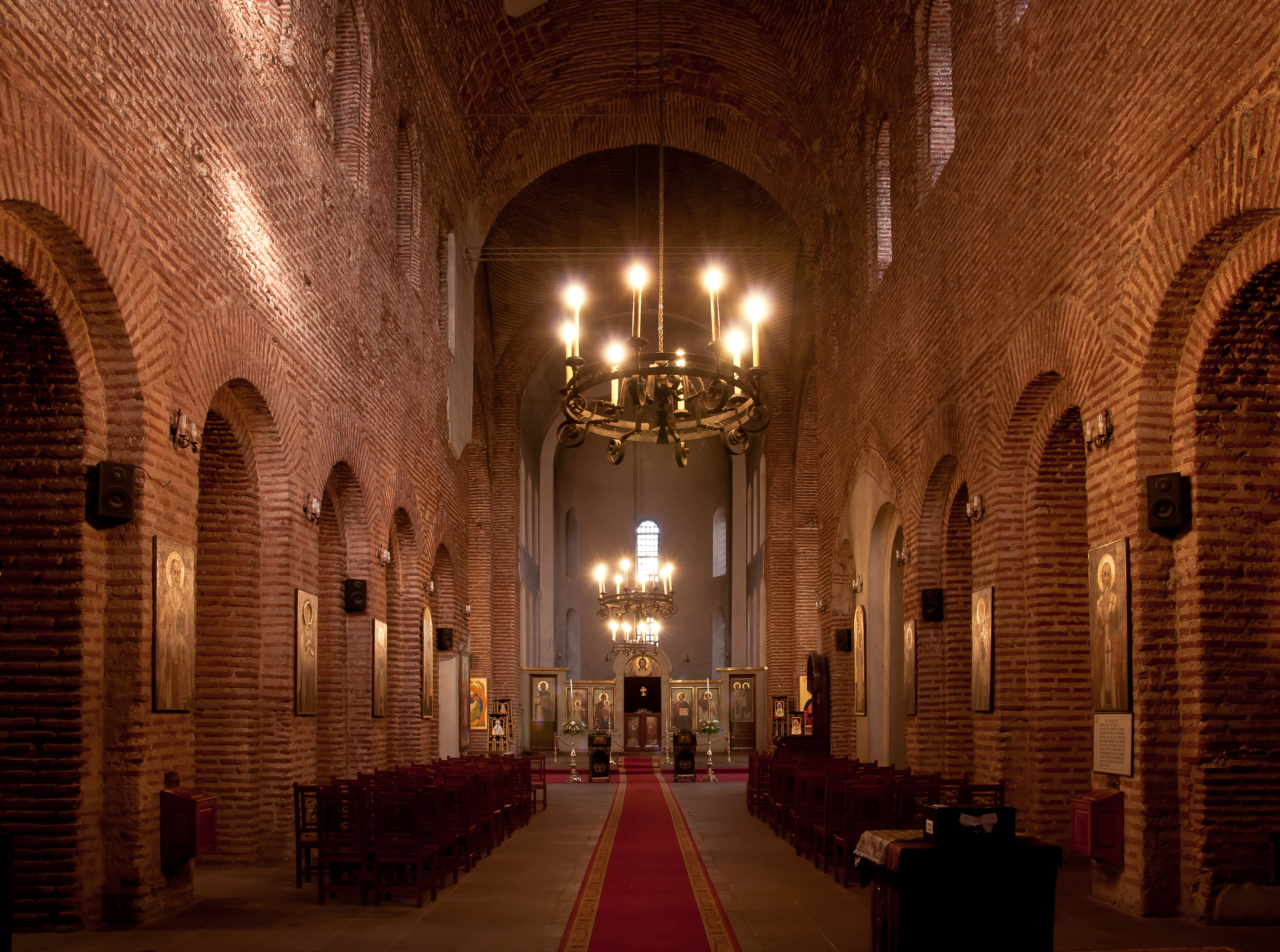
Kostel Boží moudrosti v Sofii, 6. století
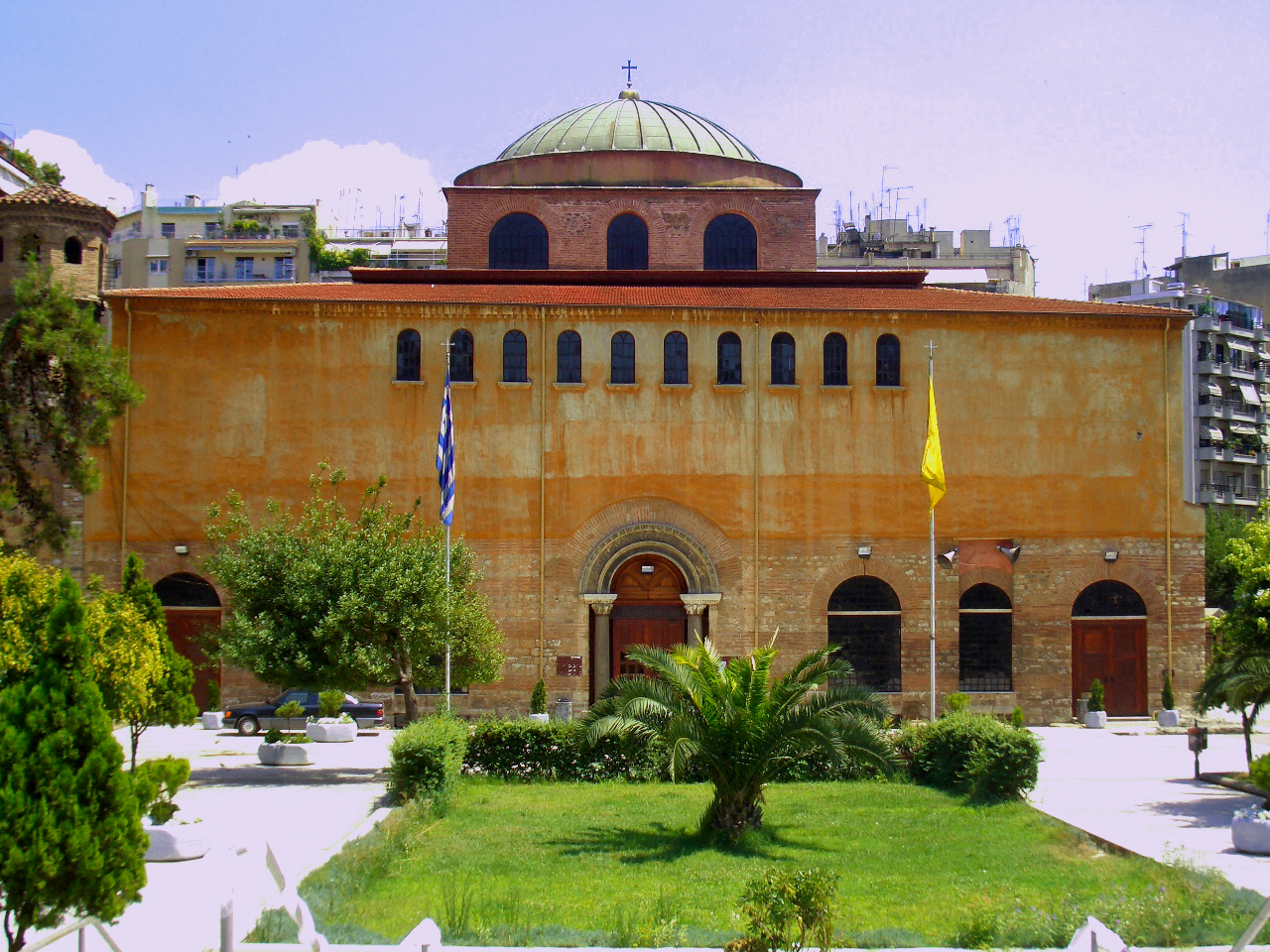
Kostel Boží Moudrosti, Soluň, 7. století